# Zeitschrift für Didaktik der Rechtswissenschaft
Die Zeitschrift für Didaktik der Rechtswissenschaft (ZDRW) ist eine juristische Fachzeitschrift und wurde 2013 begründet. Ihr Schwerpunkt ist die wissenschaftliche Befassung mit der Lehre und dem Lernen des Rechts und der Rechtswissenschaft. Dabei schlägt sie eine Brücke zwischen der allgemeinen Hochschuldidaktik, der rechtswissenschaftlichen Fachdidaktik und der Rechtswissenschaft. Die Zeitschrift erscheint viermal jährlich im Nomos Verlag.

## Schriftleitung
Der Schriftleitung gehören an 
- Judith Brockmann, Kassel
- Janique Brüning, Kiel
- Jan-Hendrik Dietrich, Berlin/München
- Ingke Goeckenjan, Bochum
- Urs Kramer, Passau
- Julian Krüper, Bochum
- Eva Julia Lohse, Bayreuth
- Arne Pilniok, Bielefeld
- Christoph Schärtl, Heidelberg
- Mareike Schmidt, Halle (Saale)
- Patricia Wiater, Erlangen

## Wissenschaftlicher Beirat
- Reinhard Bork, Universität Hamburg
- Barbara Dauner-Lieb, Universität zu Köln
- Helge Dedek, McGill University Montreal
- Eric Hilgendorf, Universität Würzburg
- Oliver Reis, Universität Paderborn
- Antonia Scholkmann, Aalborg Universitet
- Gerhard Schummer, Universität Graz
- Ingeborg Schwenzer, Universität Basel
- Rolf Sethe, Universität Zürich
- Hans-Heinrich Trute, Universität Hamburg